# Diagnostic immobilier
 (octobre 2011).
En bâtiment, le diagnostic immobilier est la démarche par laquelle un diagnostiqueur professionnel certifié évalue un bâtiment selon des indicateurs ou critères propres à l'objet de l'étude. En France plusieurs domaines sont à obligatoirement diagnostiquer en fonction de l'année de construction du bien, de sa localisation, si c'est pour une vente, location ou avant travaux, avant démolition ou autres et de l'ancienneté des installations de gaz et d'électricité.
Les différents diagnostics techniques immobiliers obligatoires en cas de vente sont regroupés dans un dossier unique appelé Dossier de Diagnostic Technique (DDT). Ce dossier doit obligatoirement être annexé à toute promesse de vente et à toute vente d’un logement.

## Définition
Un diagnostic immobilier est le contrôle d'un local (d'habitation ou pas) voire dans certains cas d'un bien immobilier non bâti (terrain), réalisé par un diagnostiqueur professionnel avant la vente, la location, la réalisation de travaux ou d'une démolition ou autres.
Ces diagnostics sont regroupés dans un DDT (Dossier de Diagnostics Techniques)
ce dernier doit être remis, au plus tard, le jour de la signature de l'acte authentique si c'est dans le cadre d'une vente ou à la signature du bail dans le cas d'une location. Excepté le diagnostic de performance énergétique qui, lui, doit être réalisé au moment de la parution de l'annonce immobilière ainsi que l'ERP.
La liste des diagnostics immobiliers obligatoires dépend de plusieurs critères : 
- Vente, location, avant travaux, avant démolition ou autres...
- Le type de bien : maison, appartement, commerce...
- La date de construction ou de permis de construire du bien
- L'implantation géographique du bien
- L'ancienneté des installations de gaz et d'électricité
- L'existence d'un arrêté préfectoral (Termite, Mérule, État des Risques et Pollution)
- Présence d'une copropriété

Les diagnostics immobiliers doivent être réalisés par un diagnostiqueur formé et certifié, à l’exception du diagnostic ERP (État des Risques et Pollution) et du mesurage Carrez qui peut être réalisé directement par le propriétaire en ligne sur des sites spécialisés.
La réalisation des diagnostics est à la charge du propriétaire du bien. Ils doivent être réalisés par des techniciens certifiés (ndlr : chaque diagnostic possède sa propre certification). Il faut vérifier que l'entreprise choisie a une responsabilité civile professionnelle et que les techniciens sont certifiés sur l'ensemble des diagnostics car en cas de litige, la transaction peut être remise en cause. La production de ces diagnostics exonère le vendeur de la garantie des vices cachés, mais encore faut-il que les contrôles aient été réalisés correctement.

## Les diagnostics immobiliers

### Les diagnostics régis par la date du permis de construire ou la date de construction

#### Le diagnostic Amiante
L’amiante est un matériau hautement cancérigène qui est interdit d'utilisation, en France depuis le 1er janvier 1997. Il est responsable de nombreux cancers et maladies professionnelles.
Pour lutter contre le risque amiante, différents diagnostics amiante ont été mis en place. Ils doivent être réalisés sur les biens dont le permis de construire datent d’avant le 1er juillet 1997 ().
Pour vendre une maison ou un appartement on doit faire réaliser un diagnostic amiante avant vente.
Pour la location d’un appartement c’est le diagnostic amiante des parties privatives (DAPP) qui doit être réalisé à la demande du propriétaire et être tenu à disposition du locataire sans pour autant faire partie du DDT (dossier de diagnostics techniques).
La réalisation de travaux ou de démolition doivent être précédés d’un diagnostic amiante avant travaux ou d’un diagnostic amiante avant démolition pour assurer la sécurité des travailleurs.

#### Le diagnostic Plomb
Le plomb était autrefois utilisé notamment dans les peintures intérieures et extérieures. La présence de plomb dans les revêtements (principalement les peintures) est nocive notamment pour la santé des jeunes enfants (qui ont tendance à tout porter à leurs bouches) et des femmes enceintes dans le cas où ces peintures sont poncées. Le plomb est à l’origine du saturnisme, une intoxication qui peut provoquer des douleurs abdominales, des anémies ou encore de l'hypertension artérielle. Le diagnostic plomb, que l'on appelle CREP (Constat de Risque d’Exposition au Plomb) est obligatoire pour vendre, louer ou faire des travaux sur un bien construit avant le 1er janvier 1949. (articles L. 1334-5 et suivants et R. 1334-1 et suivants du code de la santé publique).
Le CREP porte exclusivement sur les locaux à d'usage d'habitation (ou logements) et sur les parties communes de bâtiments à usage d'habitation.

### Les diagnostics en cas d'assainissement non collectif (ANC ou installation autonome)
En cas de vente d'un bien immobilier avec présence d'une installation d'assainissement autonome, celle-ci doit être contrôlée. Seul le Service Public d'Assainissement Collectif (SPANC), compétence de la commune, peut réaliser ce contrôle.

### Les diagnostics régis par l’existence d'un arrêté préfectoral ou municipal

#### Le diagnostic Termites
Certaines communes sont soumises à un arrêté préfectoral qui oblige la recherche de termites dans un bien avant la vente ou la réalisation de travaux (articles L. 133-4 et suivants et R. 133-1 et suivants du code de la construction et de l'habitation). Les termites sont des insectes dits xylophages qui se nourrissent de cellulose (bois, carton, papier, etc.). Ces insectes vivant dans la terre, ils sont à rechercher principalement dans les soubassements (cave, vide sanitaire) et aux abords immédiats  dans un périmètre de 10 mètres autour du bâtiment objet du diagnostic.

#### Le diagnostic État parasitaire
Ce diagnostic recherche la présence de champignons lignivores et d’insectes à larves xylophages. Complémentaire au diagnostic Termites il ne peut cependant pas le remplacer. L’État parasitaire est obligatoire pour les terrains selon la présence d'arrêté préfectoral.

#### L’ERP (État des risques et pollutions)
L'État des Risques et Pollutions (ERP) est un document (et non un diagnostic) qui permet d’informer les futurs acquéreurs ou locataires des risques au droit d'un terrain bâti ou non bâti. Ils peuvent être naturels (inondations, mouvements de terrain, sismicité, risque RADON...), miniers ou technologiques (proximité d’un site SEVESO). (article L. 125-5 du code de l'environnement) 
L'ERP est obligatoire et il est valable 6 mois. Ce document doit regrouper de nombreuses informations telles que les informations sur les risques naturel et les pollutions de sols.
Il existe des outils en ligne pour aider à regrouper ces informations.

#### Le diagnostic de l'assainissement collectif
Certaines communes imposent le contrôle de la séparation des eaux usées et des eaux pluviales jusqu'en limite de propriété, selon des critères définis par l'arrêté municipal et le plus souvent concernant les logements à la vente

### Les diagnostics régis par l’ancienneté des installations

#### Le diagnostic Gaz
Le diagnostic de sécurité des installations intérieures de gaz à usage domestique réalisé à l’occasion de la vente et de la location d’un bien immobilier à usage d’habitation (application de l'arrêté du 24 août 2010 modifiant l’arrêté du 6 avril 2007 définissant le modèle et la méthode de réalisation de l’état de l’installation intérieure de gaz). Depuis le 1er juillet 2017, il est également obligatoire dans le cas d'une location si l'installation de gaz du bien immobilier a plus de 15 ans. Il est généralement valable pendant 3 ans pour la vente d'un bien immobilier et 6 ans pour sa location.

#### Le diagnostic Électricité
Le diagnostic de l'état de l'installation intérieure de l'électricité est obligatoire dans le cadre de la vente et de la location d’un local d'habitation dont l’installation électrique a plus de 15 ans et pour tous les immeubles collectifs à usage d'habitation dont le permis de construire a été délivrée avant le 1er janvier 1975 (application du décret no 2016-1105 du 11 août 2016 relatif à l'état de l'installation intérieure d'électricité dans les logements en location).
Le diagnostic électricité a une durée de validité limitée. En général, il est valable pendant 3 ans pour la vente d'un bien immobilier et pendant 6 ans pour sa location. Cela signifie que si le diagnostic a été réalisé récemment, il peut être réutilisé pour une nouvelle transaction dans cette période.

### Les diagnostics de calcul de la surface

#### Le certificat de surface dit "Loi Carrez"
Ce mesurage atteste de la surface privative d’un lot en copropriété à la vente (logement ou non). Le contenu de cette surface est définie par la loi. Il ne s'agit donc pas d'autre chose que d'une mesure "légale", liée à la part privative d'un lot de copropriété.  

#### L'attestation de surface habitable
Le mesurage de la surface habitable peut être réalisé dans le cadre d'une location si le propriétaire ne connaît pas la surface du logement mis en location. L'article 78 de la loi dite "Boutin" dispose que "le contrat de location précise la surface habitable du lot loué" . Le texte réglementaire de cette surface est l'article R. 111-2 du code de la construction et de l'habitation.

#### Le DPE (Diagnostic de performance énergétique)
Il permet de donner une classe énergie à un bien allant de A à G, A indiquant que le bien a une excellente performance énergétique. Depuis le 1er janvier 2011, il est obligatoire d'afficher l'étiquette du rapport du DPE dans son annonce immobilière, quel que soit le support : sur Internet, sur magazine, en agence. Le DPE va évoluer en prenant en compte l’éclairage et la ventilation comme nouveaux usages énergétiques supplémentaires au 1er janvier 2021.
Depuis le 1er juillet 2021, il est devenu opposable. Le législateur a intégré les évolutions suivantes :
- La nouvelle méthode de calcul 3CL-DPE et la suppression du DPE vierge sur facture
- De nouvelles étiquettes énergétiques avec une étiquette énergie devenue double-seuil
- Une estimation des coûts annuels d’énergies et des bouquets de travaux recommandés
- La diminution de la durée de validité des diagnostics DPE réalisés avant juillet 2021

#### L'audit énergétique
Instituée dans le cadre de la loi Climat et Résilience d’août 2021, la réalisation d’un audit énergétique règlementaire va devenir progressivement obligatoire lors de la vente de maisons individuelles et de bâtiments collectifs d'habitation en monopropriété : 
- 1er avril 2023 pour les biens classés F et G,
- 1er janvier 2025 pour les biens classés E,
- 1er janvier 2034 pour les biens classés D.

En complément du DPE, l’audit énergétique obligatoire permettra aux propriétaires de ces logements de bénéficier de la présentation de scénarios de travaux réalisables pour améliorer leurs performances énergétique et environnementale.

## Autres risques
D'autres risques existent et peuvent être communiqués à l'acheteur, comme le risque Radon, la mérule.

## La certification des diagnostiqueurs
Depuis le 1er novembre 2007, tous les diagnostiqueurs immobiliers, pour pouvoir exercer leur activité, doivent se faire certifier par un organisme indépendant et accrédité par le COFRAC (Comité français d'accréditation) selon la norme ISO 17024. La certification obtenue par le diagnostiqueur garantit à son client institutionnel ou privé qu’il est détenteur des compétences nécessaires pour réaliser le ou les diagnostics réglementaires.
Elle concerne actuellement six diagnostics obligatoires pour la vente d'un bien immobilier : l'amiante, le plomb, le DPE (diagnostic de performance énergétique), les termites, le gaz et l'électricité.
Le processus de certification comprend deux étapes : un examen théorique qui permet l'évaluation des connaissances théoriques requises pour chacun des diagnostics et un examen pratique, qui consiste en une mise en situation virtuelle du candidat pour évaluer son aptitude à la réalisation du diagnostic. Elle est d'une durée de 7ans depuis le 1er janvier 2020.
Informations pertinantes

## La recertification des diagnostiqueurs
Depuis le 1er janvier 2020 à la suite de la parution d'un arrêté du 2 juillet 2018 portant sur l'allongement des durées de certifications des diagnostiqueurs immobiliers, à 7 ans, ceux, ayant déjà suivi un cycle de certification et validé les opérations de surveillance obligatoires (Surveillance documentaire et Contrôle sur Ouvrages) doivent demander la recertification de leur domaine de compétence.

## La durée de validité des diagnostics
Chaque diagnostic a sa propre durée de validité qui doit absolument être respectée pour mener à bien une transaction immobilière à terme. Ces durées peuvent être de 6 mois, 1 an, 3 ans, 6ans, 10 ans ou illimitée selon le diagnostic et la transaction.

## Les obligations des diagnostiqueurs
En plus d'être indépendant de toutes les parties prenantes (propriétaire, locataire, vendeur, acheteur, exploitant, entreprise de travaux, etc.) d'un bien immobilier le diagnostiqueur a des obligations qui s'étoffent d'années en année, parmi lesquelles:
- Formations périodiques obligatoires, ou préalable au repassage des certification tous les 5 ou 7 ans
- Assurance selon des critères minimaux définis par la loi, avec attestation à fournir
- Réalisation d'une veille règlementaire, avec attestation le prouvant. Cette veille peut-être réalisée par l'établissement d'une revue des articles techniques parus en ligne par exemple[9].
- Surveillance périodique par l'organisme de certification de ses rapports émis
- Tenue de la liste des rapports émis

### Dans le cadre de la vente
| Diagnostic Amiante                                         | Si négatif : illimité / Si positif : en fonction des conclusions du rapport |
| DPE - Diagnostic de Performance Énergétique                | 10 ans                                                                      |
| Diagnostic Loi Carrez                                      | Sans limite tant que de nouveaux travaux ne sont pas effectués              |
| Diagnostic Électricité (si installation de plus de 15 ans) | 3 ans                                                                       |
| Diagnostic Plomb (CREP) (si bâtiment construit avant 1949) | Si positif : 1 an / Si négatif : illimité                                   |
| État des risques et pollution (ERP)                        | 6 mois                                                                      |
| Diagnostic Gaz (si installation de plus de 15 ans)         | 3 ans                                                                       |
| Diagnostic Termites                                        | 6 mois                                                                      |

### Dans le cadre de la location
| Diagnostic Loi Boutin - Surface habitable                  | Sans limite (tant que de nouveaux travaux ne sont pas effectués) |
| DPE - Diagnostic de Performance Énergétique                | 10 ans                                                           |
| Diagnostic Plomb                                           | Si positif : 6 ans / Si négatif : illimité                       |
| Diagnostic Amiante des Parties Privatives (DAPP)           | Illimité (ne concerne qu'un bien en copropriété pleine)          |
| État des risques et pollution (ERP)                        | 6 mois                                                           |
| Diagnostic Électricité (si installation de plus de 15 ans) | 6 ans                                                            |
| Diagnostic Gaz (si installation de plus de 15 ans)         | 6 ans                                                            |

## Controverses sur la qualité ou les coûts des diagnostics
La profession s'est organisée d'abord autour d'une fédération : la FIDI (fédération interprofessionnelle du diagnostic immobilier) puis quelques années plus tard par une « Chambre des diagnostiqueurs » à la FNAIM, et une formation initiale et continue existe (avec une re-certification obligatoire tous les 7 ans), mais plusieurs modifications frauduleuses de certificats de compétence et des cas de poursuite d'activité professionnelle malgré une suspension des certifications depuis plusieurs années ont été repérées par la DGCCRF en 2014.
En France, des organisations de consommateurs et en 2014 un rapport de la DGCCRF (chargée de la répression des fraudes) dénonce des tarifications opaques, des anomalies de facturation et parfois même l'absence de documents... Le rapport de la DGCCRF reconnait un recul des mauvaises pratiques de commissionnement et des pratiques de versement de commissions par le diagnostiqueur à des agences immobilières (selon les diagnostiqueurs), mais une majorité de 269 sociétés (de diagnostiqueurs) auditées présentait encore « des défauts dans l'offre commerciale (...)les trois-quarts d'entre eux (207) ont reçu un avertissement, et un sur sept a même fait l'objet d'une injonction. L'enquête a même mené à l'établissement de sept intentions de procès-verbaux et à trois dossiers contentieux ». Les fiches tarifaires détaillées présentées aux clients, quand elles existent sont complexes, « voire difficilement compréhensibles ». 38 avertissements et 6 injonctions concernaient une mauvaise information sur les prix et les conditions de vente ou sur les barèmes. 100 avertissements et 14 injonctions concernaient des anomalies de facturation (absence de mentions obligatoires, présence de mentions inutiles, non-remise de note). Et plusieurs sites Internet présentaient aussi des non-conformités à la loi sur la confiance dans l'économie numérique (juin 2004) avec des offres mensongères (diagnostics faussement gratuits ou déclaration abusive de détention d'agences). 19 avertissements et 12 injonctions concernaient la vente à distance et le démarchage. Près de 15 % des professionnels audités ne délivrent pas d'attestation sur l'honneur au consommateur, (alors que le décret du 11 octobre 2010 l'impose), mais tous ceux qui ont été audités avaient bien une assurance de responsabilité civile.
En France, pour pouvoir produire des statistiques pertinentes et utiles, la loi oblige le diagnostiqueur à transmettre à l’ADEME tous les DPE faits pour les ventes ou locations d’un bâtiment ou d’un logement, et concernant la performance énergétique, l'ADEME dispose d'un observatoire et d'un outil en ligne permettant aux particuliers de vérifier sur Internet les aptitudes des diagnostiqueurs prévu par décret.